# Hesperodiaptomus californiensis
Hesperodiaptomus californiensis is een eenoogkreeftjessoort uit de familie van de Diaptomidae. De wetenschappelijke naam van de soort is voor het eerst geldig gepubliceerd in 1996 door Scanlin & Reid.